# Gerhart-Eisler-Plakette

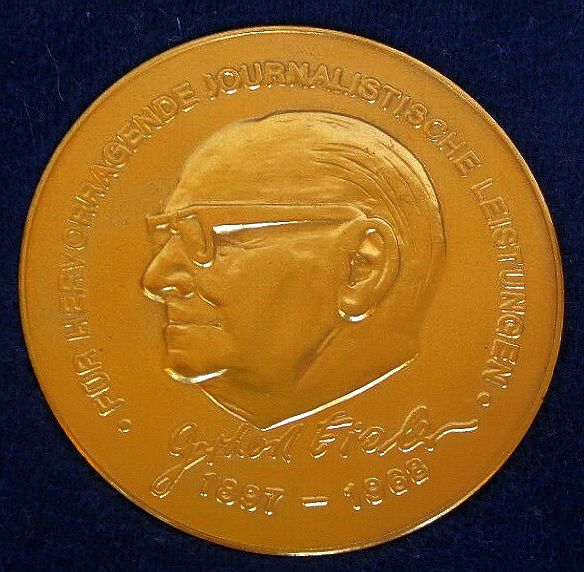
Gerhart-Eisler-Plakette (Avers)

Die Gerhart-Eisler-Plakette war eine nichtstaatliche Auszeichnung  des Rundfunk der DDR, die in Form einer nicht tragbaren Medaille verliehen wurde.

## Geschichte
Die Gerhart-Eisler-Plakette wurde 1975 gestiftet und konnte in drei Stufen (Gold, Silber und Bronze) vergeben werden. Zur Plakette gehörten eine Urkunde sowie eine Prämie. Die bronzene Plakette war dabei mit 500, die silberne mit 1000 und die goldene mit 2000 Mark dotiert. 
Erich Mielke wurde am 8. Februar 1975 anlässlich des Jahrestages des MfS in seiner Eigenschaft als Minister für Staatssicherheit mit der Gerhart-Eisler-Plakette ausgezeichnet und war somit eine der ersten damit geehrten Personen.

## Aussehen
Die vergoldete Medaille mit einem Durchmesser von 60 mm ist nicht tragbar. Am Avers zeigt sie mittig das links blickende Bildnis von Gerhart Eisler sowie seinen darunterliegenden Namenszug in Faksimile Gerhart Eisler. Wiederum darunter sind seine Lebensdaten 1897 – 1968 zu lesen. Am Rande, umlaufend um das Bild Eislers, steht: Für hervorragende journalistische Leistungen. Die Rückseite der Medaille ist glatt.